# Aclistothyra atlantica
Aclistothyra atlantica is een tweekleppigensoort uit de familie van de Galeommatidae. De wetenschappelijke naam van de soort is voor het eerst geldig gepubliceerd in 1955 door McGinty.